# Ядерная физика и инжиниринг
«Ядерная физика и инжиниринг» — российский научный журнал. Издательство: ООО Международная академическая издательская компания «Наука/Интерпериодика». Издается с 2010 года в Москве.
Главный редактор: Стриханов, Михаил Николаевич, ректор НИЯУ «МИФИ».
ISSN печатной версии 2079-5629, онлайновой версии 2079-5637
Раздел рубрикатора ГРНТИ 29.15.00 Ядерная физика , 44.33.00 Атомная энергетика
Входит в перечень рецензируемых научных журналов, в которых должны быть опубликованы основные научные результаты диссертаций на соискание учёных степеней учёной степени кандидата и доктора наук. Утверждён решением Президиума Высшей аттестационной комиссией России в сентябре 2010 года

## Члены редколлегии[2]
Бармаков Юрий Николаевич — ВНИИА (ВНИИ Автоматики)
Борман Владимир Дмитриевич —НИЯУ МИФИ, каф. № 10
Габараев Борис Арсеньевич — НИКИЭТ (Научно-исследовательский и конструкторский институт энерготехники им. Н. А. Доллежаля)
Диденко Андрей Николаевич — НИЯУ МИФИ, каф. № 14
Елесин Владимир Федерович — НИЯУ МИФИ, каф. № 77
Lee Dodds, Univ. of Tennessee
Mujid Kazimi, MIT
Калин Борис Александрович — НИЯУ МИФИ, каф. № 9 (16.07.1935 – 25.11.2021)
Ковальчук Михаил Валентинович — РНЦ «Курчатовский Институт»
Костюков Валентин Ефимович — ИЯРФ РФЯЦ ВНИИЭФ
Крючков Эдуард Феликсович — НИЯУ МИФИ, каф. № 5
Кудряшов Николай Алексеевич — НИЯУ МИФИ, каф. № 31
Оныкий Борис Николаевич — НИЯУ МИФИ, президент
Пунин Валерий Тихонович — РФЯЦ ВНИИЭФ
Путилов Александр Валентинович — ФГУП ВНИИНМ (ВНИИ Неорганических Материалов им. А. А. Бочвара)
Симоненко Вадим Александрович — РФЯЦ ВНИИТФ, Снежинск
Старовойтов Александр Викторович — ЦИТИС (Центр Информационных Технологий и Систем Органов Государственной Власти)
Tom Ward, TechSource
Antonio Faucitano, European School of Advanced Studies on Nuclear and Ionizing Radiation Technology Sig Hecker, Stanford
Sig Hecker, Stanford
Хлунов Александр Витальевич — Минобрнауки РФ
Черковец Владимир Евгеньевич — ГНЦ РФ ТРИНИТИ (г. Троицк) (Троицкий Институт Инновационных и Термоядерных Исследований)
Шарков Борис Юрьевич — ИТЭФ, зам. директора, чл.-кор. РАН